# István Pelle
István Pelle (* 26. Juli 1907 in Budapest; † 6. März 1986 in Buenos Aires) war ein ungarischer Turner und zweifacher Olympiasieger.
Pelle nahm erstmals an den Olympischen Sommerspielen 1928 in Los Angeles an sieben Wettkämpfen teil und erreichte als beste Platzierung im Mannschaftsmehrkampf einen 10. Platz.
Vier Jahre später bei den Olympischen Sommerspielen in Los Angeles gewann Pelle zwei Goldmedaillen im Bodenturnen und am Seitpferd gewinnen und dazu kamen zwei Silbermedaillen im Einzelmehrkampf und am Barren. Im Mannschaftsmehrkampf, am Reck und im Tumbling verpasste er jeweils auf dem 4. Platz sehr knapp die Medaillenränge.
Pelle nahm auch 1936 nochmals an den Olympischen Sommerspielen teil, die diesmal in Berlin stattfanden, und erzielte dort als beste Platzierung den 7. Platz im Mannschaftsmehrkampf.
Bei den Turn-Weltmeisterschaften 1930 in Luxemburg gewann Pelle die Goldmedaille am Reck.
Nach dem Zweiten Weltkrieg wanderte Pelle aus und ließ sich in Argentinien nieder.